# 邓州 (西魏)
邓州，中国南北朝时设置的州。
西魏废帝元年（552年）于邓至羌地置邓州，治所在尚安县（在今四川省九寨沟县西北）。邓州原为邓至羌所据之地，并建邓至政权。包括亭街以东，平武以西，汶岭以北，宕昌以南。南北朝时地属吐谷浑，西魏废帝元钦时，逐吐谷浑，据地置宁州，后改邓州，置邓宁郡。以邓至羌之名为州郡名。下辖邓宁郡（下辖尚安县）、昌宁郡（下辖帖夷县）、封统郡（下辖同昌县）、钳川郡（下辖钳川县）。辖境相当今四川省九寨沟县及甘肃省舟曲县、文县部分地。隋文帝开皇七年（587年）改邓州为扶州。 